# Troncatrice

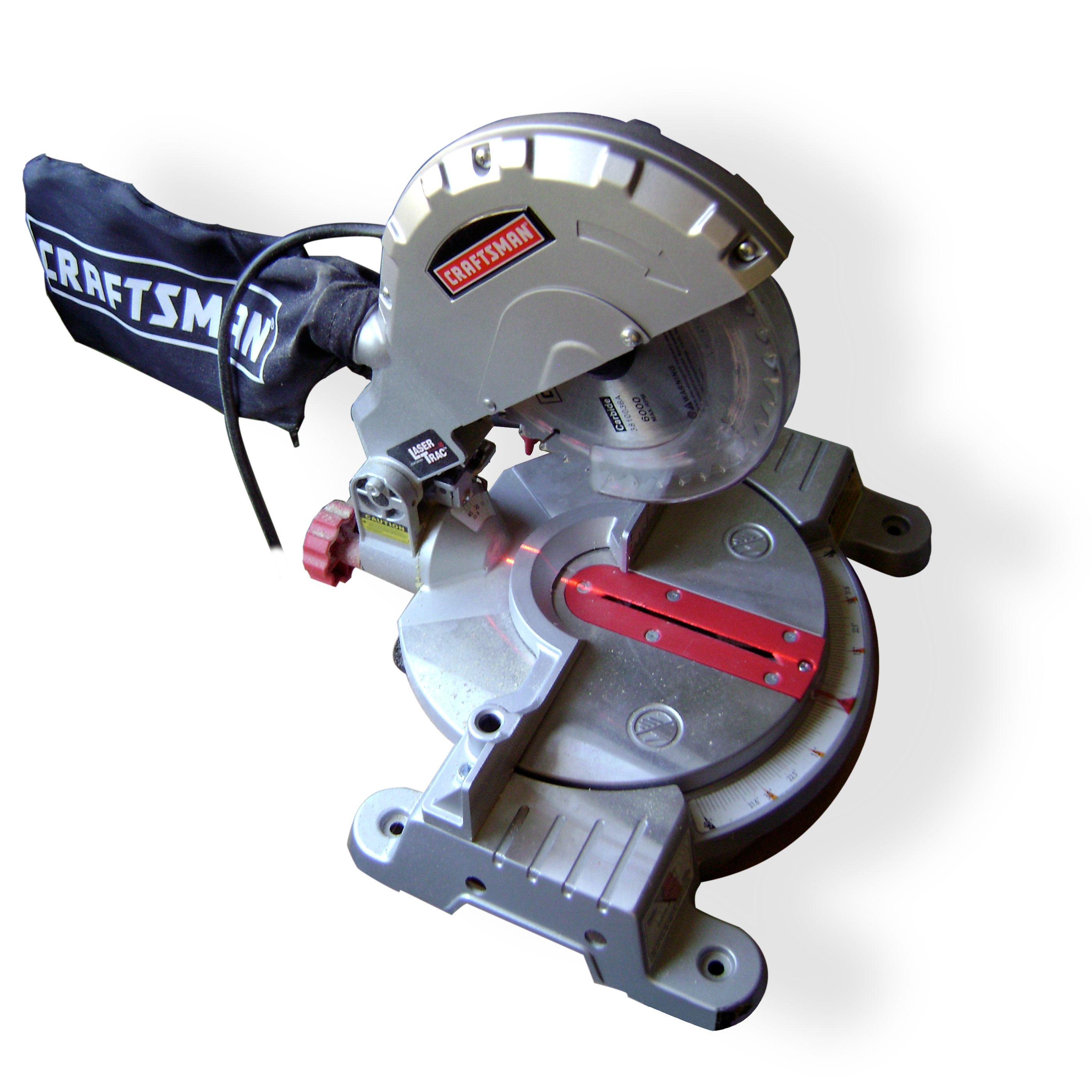
Troncatrice per legno

La troncatrice è una macchina utensile portatile o da banco, pensata per il taglio di materiali da edilizia o di metalli ferrosi.

## Descrizione e funzionamento
È composta da un motore elettrico o endotermico (a miscela con cilindrate tra i 50 e i 100 cc), in grado di far ruotare, tramite una trasmissione solitamente molto semplice, un disco da taglio diamantato.
Il motore deve essere in grado di erogare un'alta coppia, sia in funzionamento sia nello spunto, per consentire al disco di agire con effetto abrasivo sul materiale del pezzo da tagliare. La struttura dell'utensile deve essere solida, con assorbitori di vibrazioni sulle impugnature per ridurre la possibilità di danni fisici e stress muscolare all'operatore.

## Tipologie e accessori
Le troncatrici possono essere dotate di accessori particolari, in funzione del tipo di lavoro a cui sono dedicate. Ad esempio le troncatrici da banco, tipicamente per legno, possono essere dotate di una guida sagomata e di un braccio a cerniera per alzarle e abbassarle mantenendo un taglio lineare e precisamente perpendicolare alla superficie del pezzo. Le troncatrici da acciaio possono essere dotate di sistemi particolari per l'immissione sul punto di taglio di liquido refrigerante e lubrificante, mentre quelle da calcestruzzo o cemento possono avere sistemi di aspirazione delle polveri.
Anche i dischi sono differenti, a seconda del tipo di materiale da tagliare, e possono avere finiture superficiali o innesti particolari per migliorare le prestazioni di taglio. Sono in genere dentellati, al contrario di quelli per la smerigliatrice, e sono in metalli molto tenaci trattati in modo da avere alta durezza superficiale.

## Applicazioni
Viene usata sia nella fase di costruzione, per sagomare i pezzi da mettere in opera, sia nella fase di demolizione, per agevolare lo smontaggio di parti grandi o saldamente fissate.
Nel campo delle lavorazioni ferroviarie, le troncatrici sono usate per rifinire e tagliare a misura le rotaie o traverse in corso di posa. Il taglio precede la fase di saldatura della rotaia.